# NGC 5421
NGC 5421, auch NGC 5421A genannt, ist eine Balkenspiralgalaxie vom Hubble-Typ SB? im Sternbild Jagdhunde. Sie steht in starker gravitationeller Wechselwirkung mit dem Nicht-NGC-Objekt PGC 49949 (auch NGC 5421B genannt) und bildet das Galaxienpaar Arp 111. Halton Arp gliederte seinen Katalog ungewöhnlicher Galaxien nach rein morphologischen Kriterien in Gruppen. Diese Galaxie gehört zu der Klasse Elliptischer Galaxien die Spiralarme abstoßen (Arp-Katalog).
Die Galaxie wurde am 9. Juni 1880 von Édouard Jean-Marie Stephan entdeckt.